# Terminal de Ómnibus Hernando Siles
La Terminal de Ómnibus Hernando Siles, también conocida como Terminal de Buses Hernando Siles, es una de las dos terminales de transporte de pasajeros vía terrestre de la ciudad de Oruro, Bolivia. Fue inaugurada en diciembre de 1982, como un proyecto de la Corporación del Desarrollo de Oruro (CODEOR). Fue la principal terminal de buses de la ciudad de Oruro desde finales de la década de 1990 hasta 2018, con la habilitación de la nueva terminal de propiedad privada. Actualmente, la terminal cuenta con espacios para viajes en vehículos minivan, un hotel y una galería comercial de productos y servicios. La propiedad de la terminal y sus espacios comerciales son administrados por el Estado Boliviano, mediante la empresa pública EPDEOR, una empresa centralizada de la Gobernación de Oruro.

## Historia

### Privatización
El directorio de la Corporación de Desarrollo de Oruro (Cordeor), resolvió de en privatizar el hotel y terminal de buses mediante licitaciones de venta, con la presencia de representantes del Comité Cívico y la Central Obrera Departamental que procedieron abandonar la reunión.   Fue aprobado por seis votos, representados de la Federación de Empresarios Privados de Oruro, el ejército, Unidad Sanitaria, MACA, y Prefectura de Oruro.

### Estatización de la terminal
En julio de 2012, la gestión del Estado Boliviano durante el gobierno de Evo Morales se instruyó mediante un decreto supremo el traspaso de la Terminal Hernando Siles y el Hotel al Gobierno Autónomo Departamental de Oruro debido a que en ese último tiempo las autoridades cívicas, democráticas y populares reclamaban por el "mal servicio" de las instalaciones de parte de Marcela Loayza, quien fuera la administradora privada que manejó la infraestructura por casi veinte años, y se exigió la intervención del Gobierno Nacional para su nacionalización.